# 阿布杜·馬丁王子
阿布杜·馬丁王子（1991年8月10日—），汶萊王子。現任國家風俗和傳統部第二副主席，他是汶萊蘇丹哈桑纳尔·博尔基亚的第四子。

## 傳記
馬丁王子是汶萊蘇丹哈桑纳尔·博尔基亚和他的第二任妻子哈查·米麗亞姆王妃的次子。他就讀於桑德赫斯特皇家軍事學院，並於2011年畢業。
2014年7月，馬丁王子在倫敦國王學院獲得國際政治學士學位。2016年7月，馬丁王子獲得倫敦大學亞非學院國際研究與外交文學碩士學位。

## 榮譽
- -  一等最崇高的帕杜卡·凱貝拉尼安·萊拉·特比朗勳章（英语：Order of Paduka Keberanian Laila Terbilang）—（拿督巴杜卡斯里）[2]

## 外部連結
- 阿布杜·馬丁王子的Instagram帳戶